# Ommata flavicollis
Ommata flavicollis là một loài bọ cánh cứng trong họ Cerambycidae.